# Phyllorachideae
Phyllorachideae es una tribu de hierbas de la subfamilia Ehrhartoideae, perteneciente a la familia Poaceae. Tiene los siguientes géneros.

## Géneros
- Humbertochloa - Phyllorachis[1]